# طرح فنیقی
طرح فنیقی (به انگلیسی: The Phoenician Scheme) یک فیلم کمدی سیاه جاسوسی محصول سال ۲۰۲۵ به کارگردانی وس اندرسن است، که فیلم‌نامهٔ آن را با رومن کوپولا نوشته است. در این فیلم گروهی از بازیگران شامل بنیسیو دل تورو، میا تریپلتون، مایکل سرا، ریز احمد، تام هنکس، برایان کرانستون، ماتیو آمالریک، ریچارد آیوادی، جفری رایت، اسکارلت جوهانسون، بندیکت کامبربچ، روپرت فرند، هوپ دیویس، اف. موری آبراهام و ویلم دفو حضور دارند. این فیلم که محصول مشترک ایالات متحده و آلمان است، زیر نظر استودیو بابلزبرگ و استودیوی استیون رالز تولید شده است.
اندرسون در ژوئن ۲۰۲۳ حین تبلیغ فیلم استروید سیتی، دربارهٔ فیلم جدیدش صحبت کرد و گفت که فیلمنامهٔ آن قبل از آغاز اعتصاب انجمن نویسندگان آمریکا در سال ۲۰۲۳ نوشته شده بود. در سپتامبر همان سال، او اعلام کرد که دل تورو و سرا قرار بود به بازیگران ملحق شوند و امیدوار بود که فیلمبرداری به محض پایان اعتصاب اعتصابات ۲۰۲۳ سگ-افترا آغاز شود. باقی بازیگران بین ژانویه و ژوئن ۲۰۲۴ قرارداد امضا کردند. فیلمبرداری در استودیو بابلسبرگ در آلمان بین مارس و ژوئن ۲۰۲۴ با همکاری فیلمبردار برونو دل‌بونل انجام شد. آهنگساز همیشگی اندرسون، الکساندر دسپلا، برای ساخت موسیقی فیلم بازگشت.
طرح فنیقی در تاریخ ۱۸ مهٔ ۲۰۲۵ در بخش مسابقه اصلی جشنواره فیلم کن ۲۰۲۵ به نمایش درآمد و در ۲۹ مهٔ در آلمان توسط یونیورسال پیکچرز، و در ۳۰ مهٔ در ایالات متحده توسط فوکس فیچرز، به‌طور سینمایی اکران شد. این فیلم نقدهای عموماً مثبتی دریافت کرد.

## بازیگران
- بنیسیو دل تورو
- میا تریپلتون
- مایکل سرا
- ریز احمد
- تام هنکس
- برایان کرانستون
- ماتیو آمالریک
- ریچارد آیوادی
- جفری رایت
- اسکارلت جوهانسون
- شارلوت گنزبور
- بندیکت کامبربچ
- روپرت فرند
- هوپ دیویس
- اف. موری آبراهام
- ویلم دفو